# Lycophidion capense
Lycophidion capense (капська вовча змія) — вид змій родини Lamprophiidae. Мешкає в Африці на південь від Сахари.

## Опис
Довжина дорослих капських вовчих змій зазвичай становить близько 40 см, однак деякі особини досягають 64 см. Голова сплющена, вузька. Луски на боках і спині коричневі або чорні з білими кінчиками, черевні луски повністю білі. На верхній і нижній щелепах є довгі, вигнуті назад ікла. Капські вовчі змії не становлять небезпеки для людини, однак їх можна сплутати з отруйними земляними гадюками Atractaspis bibronii.

## Підвиди
Виділяють два підвиди:
- Lycophidion capense capense (Smith, 1831);
- Lycophidion capense loveridgei Laurent, 1968.

## Поширення і екологія
Капські вовчі змії поширені від Південного Судану і ЦАР через Східну Африку до Намібії та до східних районів ПАР. Вони живуть у вологих і сухих акацієвих саванах та на вологих луках. Віддають перевагу місцевостям, де середньорічна кількість опадів перевищує 250 мм. Ведуть нічний, наземний спосіб життя, полюють на дрібних ящірок (сцинків, геконів), яких кусають і душать. Часто зустрічаються під камінням і поваленими деревами, а також в старих термітниках. На початку літа відкладають яйця, в кладці 3-9 яєць, інкубаційний період триває 51 день.